# 아폴로 17호
아폴로 17호(Apollo 17)는 미국항공우주국에서 계획한 아폴로 계획의 11번째 유인 우주선이다. 현재까지 달에 착륙한 마지막 유인 우주선이다. 2024년에 아르테미스 계획의 일환인 아르테미스 3호가 발사되면 52년만에 달에 다시 가게 된다.

## 정보
아폴로 17호는 1972년 12월 7일 협정 세계시 05:33:00 에 미국 케네디 우주 센터 발사 시설 39에서 발사되었다. 사령선은 아메리카, 달 착륙선은 챌린저라는 호출 부호로 불렸다.
달 착륙선은 1972년 12월 11일 협정 세계시 02:23:35 에 달에 착륙하였다.
아폴로 17호는 1972년 12월 19일 협정 세계시 19:24:58 에 귀환하였다.

## 승무원
- 유진 서넌(Eugene A. Cernan) - 선장
- 로널드 애번스(Ronald E. Evans) - 사령선 조종사
- 해리슨 슈미트(Harrison H. Schmitt) - 달 착륙선 조종사

### 백업 승무원
- 존 영(John Young) - 선장
- 스튜어트 루사(Stuart Roosa) - 사령선 조종사
- 찰스 듀크(Charles Duke) - 달 착륙선 조종사

### 지원 승무원
- 로버트 오버마이어
- 로버트 파커
- 고던 풀러톤

## 미션의 하이라이트
달 표면에 발자국을 찍은 인류 마지막 2명은, 최초의 지질학자 출신의 우주비행사이기도 한 해리슨 슈미트였다. 에반스가 사령선으로 달을 주회하는 동안, 슈미트와 서넌은 3회의 달표면 보행 동안에 110.52 kg의 암석을 채집했다. 2명은, 월면차를 타고 타우루스-리트로우 계곡을 34 km 이동해, 오렌지색의 흙을 발견했다. 또 달표면에 ALSEP에 격납된 실험 기기를 설치했다. 이 미션은 아폴로 계획 중 마지막 임무였다.

### 월면 활동
이 임무의 착륙 지점은 맑음의 바다의 남서쪽에 있는 타우르스 산지(Montes Taurus)였다. 여기는 3개의 높고 험한 암괴의 사이에 있는 땅으로서, 타우루스-리트로우 지역으로 알려져 있었다. 임무 전에 촬영된 사진에 의하면, 산기슭에 따라서 큰 자갈이 있어, 그것들은 암상의 표본이 된다고 생각할 수 있었다. 이 일대는 또, 산사태나 몇 개의 충돌 충돌구 및 화산의 분화 자취라고 생각되는 곳이 있었다.
이 J미션으로, 2명은 월면차를 이용해 3회(각각 7.2시간, 7.6시간, 7.3시간)의 달표면 탐색을 실시했다. 이 미션에 의해서 달표면으로부터 채집된 표본은 110.52 kg 에 달한다.
현재, 사령선은 NASA의 존슨 우주 센터(텍사스주 휴스턴)에서 전시되고 있다. 달 착륙선은 1972년 12월 15일 1시 50분 (미국 동부 시간), 달표면의 북위 19도 96분·동경 30도 50분 지점에 충돌했다.
이 미션으로, 우주비행사들은 「푸른 구슬」로 알려진 지구의 사진을 촬영했다.

### 주기(注記)
지질학자 해리슨 슈미트는, 현 시점에서 마지막으로 달 표면을 걸은 과학자이다.
그들 이전의 아폴로 계획의 비행사들과 같이, 아폴로 17호의 승무원들도 미국령 사모아 부근의 태평양에 착수해 회수되었다. 그리고 회수 항공모함으로부터 사모아의 타푸나(Tafuna)의 공항에서 출발해 호놀룰루를 경유해 휴스턴에 도착할 때까지 사모아 사람들로부터 열렬한 환영을 받았다.
달 착륙선 챌린저의 하단에 남겨진 명반에는 다음과 같이 쓰여저 있다.
여기 이 사람이 인류의 첫 달표면 탐험을 마쳤음. 평화의 정신이 전인류의 삶에 깃들기 바람 .서기 1972년 12월.
(Here Man completed his first explorations of the moon. December 1972 AD. May the spirit of peace in which we came be reflected in the lives of all mankind.)

명반은 지구의 양반구와 달의 겉 반구를 나타내고 있다. 여기에 3명의 비행사와 당시의 리처드 닉슨 대통령의 서명이 들어가 있다.
서넌 선장은  체코슬로바키아의 국기를 달 표면에 남겼는데, 이것은 그의 선조가 체코슬로바키아 출신이었기 때문이다.
슈미트는 원래 아폴로 18호(취소)로 비행할 예정이었다. 그러나, 과학계로부터의 압력에 의해 원래 달 착륙선 조종사로 근무할 예정이었던 조 잉글과 변경되어 탑승하게 되었다.
아폴로 17호는 이전의 비행에 의한 기록의 몇 가지를 갱신하였다. 그것들을 들면, 유인 달 착륙 비행, 달 표면에 있어서의 선외 활동, 달 궤도 체류의 각각의 최장 기록 및 달 표면으로부터 가지고 돌아간 표본의 중량이다.
아폴로 17호에서는 달 착륙선의 상승단이 이륙해 나가는 장면이 달표면에 착륙한 월면차의 카메라를 지상의 관제관이 원격 조작하는 것에 의해 처음으로 촬영되었다. 지구로부터 발신한 전파가 달 표면에 도달하기까지는 약 1.3초의 시간이 걸린다. 그것을 계산에 넣은 다음 초읽기의 타이밍을 가늠하면서 화면의 중앙에 착륙선의 모습이 들어가도록 카메라를 조작한다는 것은, 신의 조화에 가까운 작업이었다. 담당한 관제관은 아폴로 15호·아폴로 16호에서는 촬영에 실패하여, 그에게 있어서는 이것이 명예를 만회하는 마지막 찬스였는데, 결과는 보기 좋게 성공했다.

## 갤러리

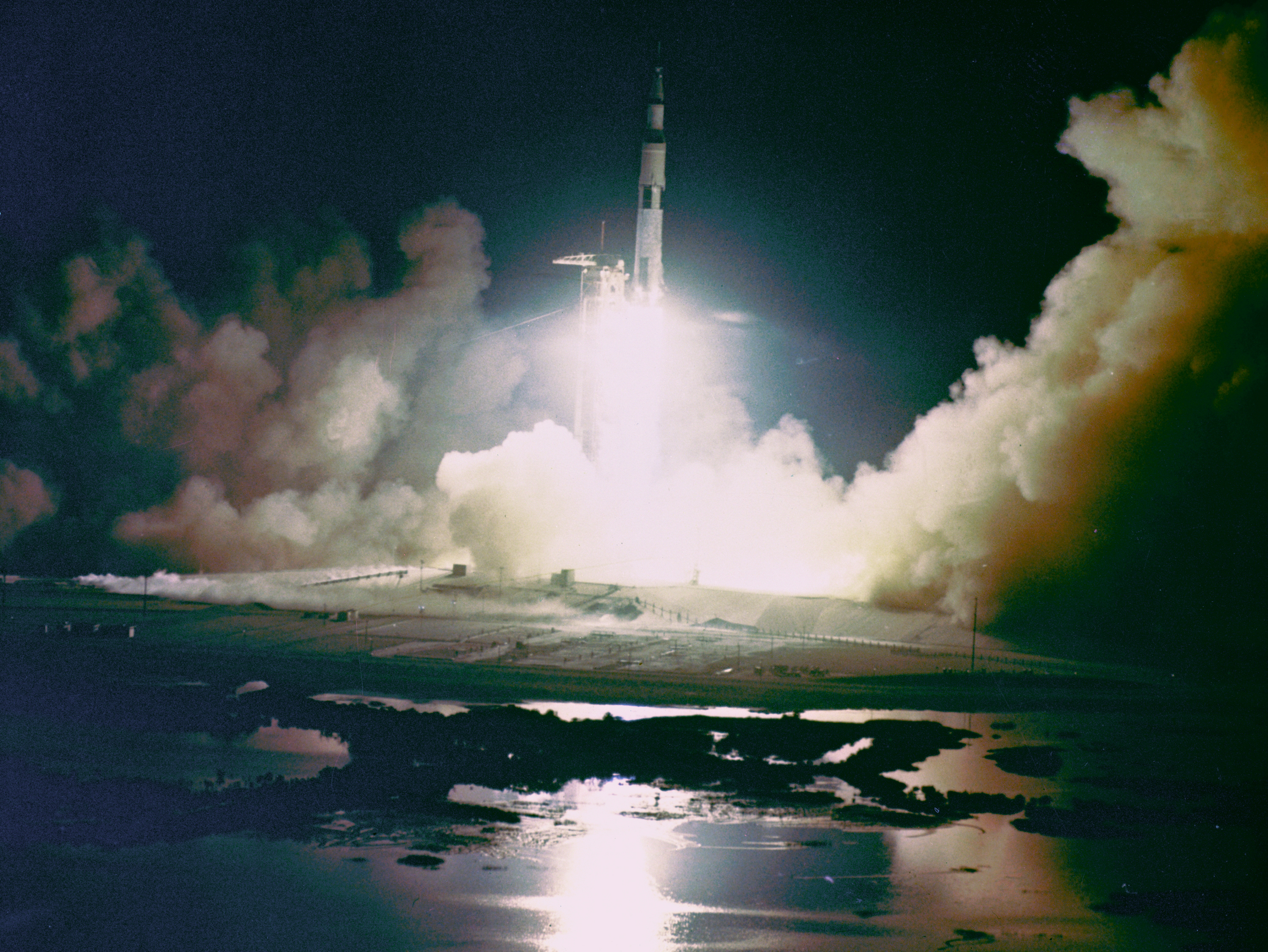
아폴로 17호의 발사
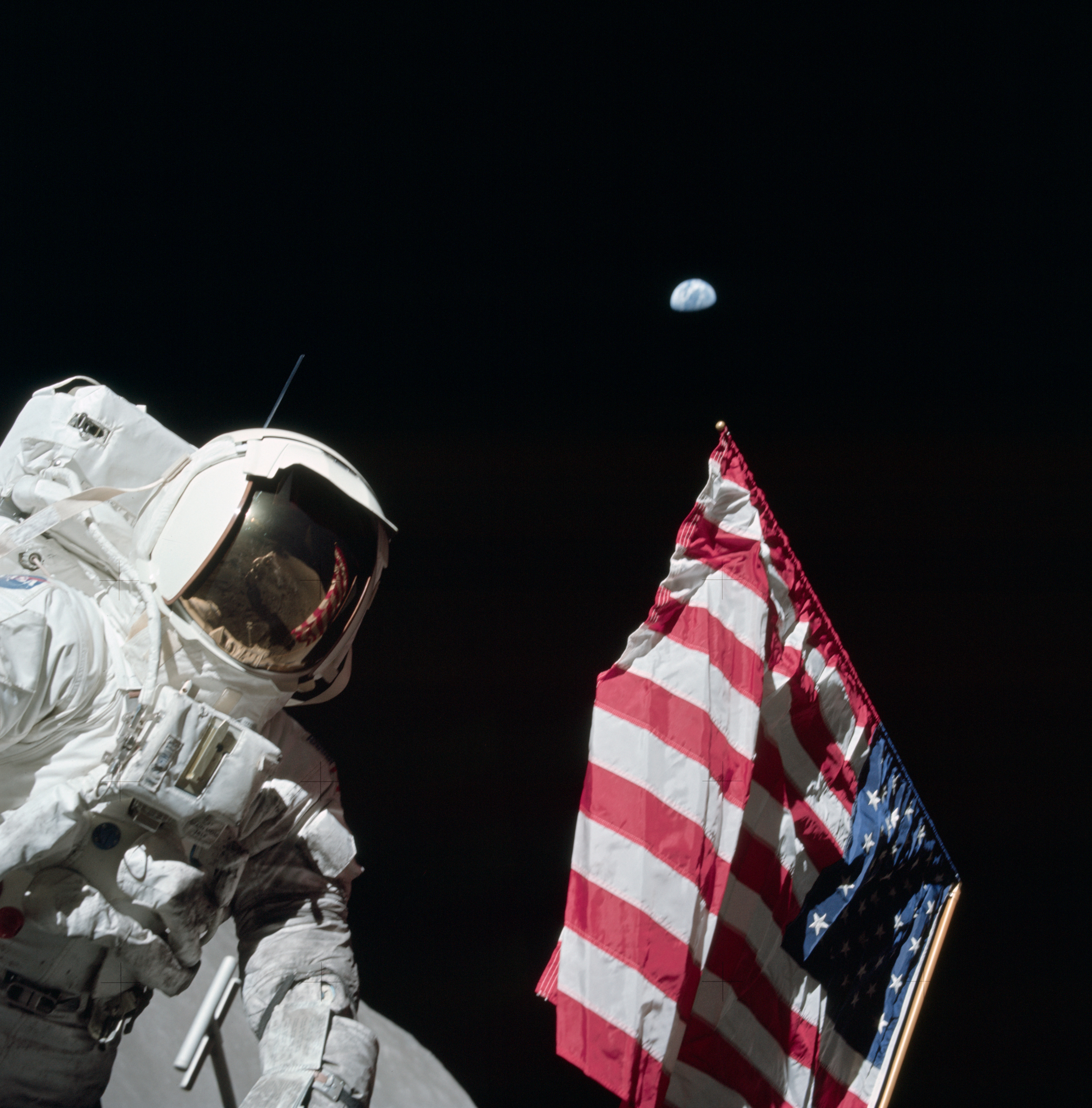
성조기를 들고 포즈를 취하는 해리슨 슈미트.
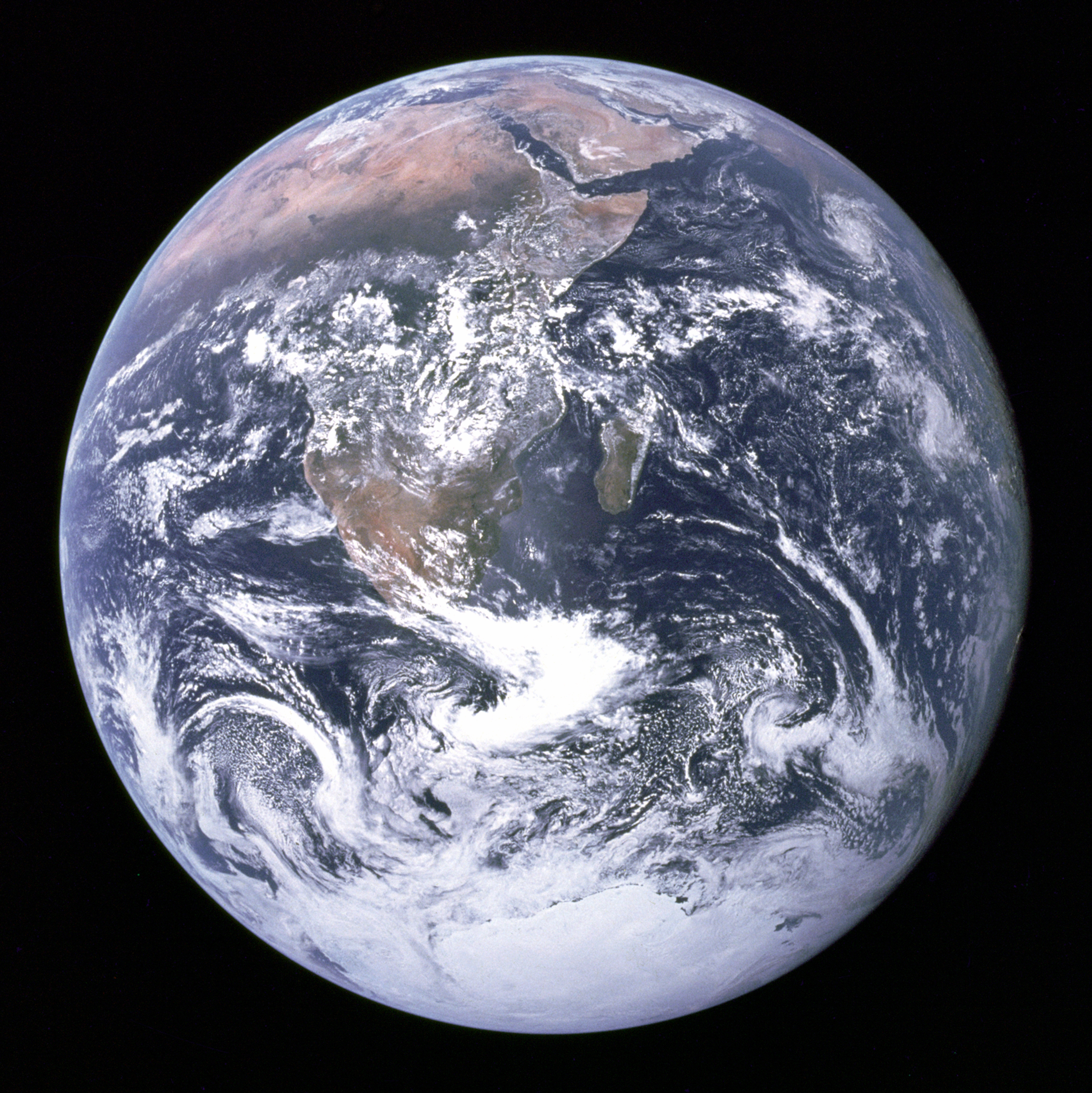
아폴로 17호에서 촬영한 지구. 매우 유명한 사진 중 하나이다.
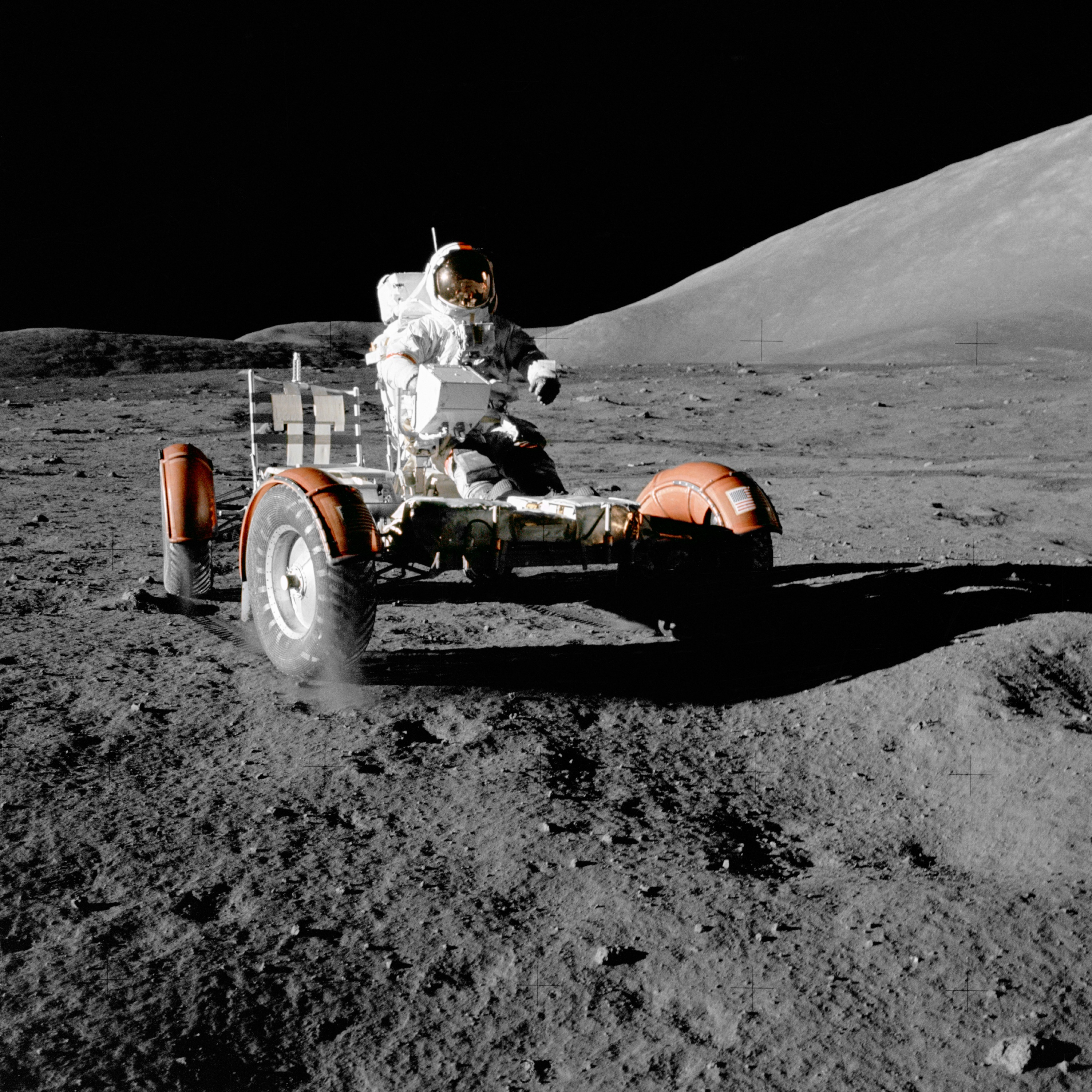
1972년 12월 11일, 달 위의 아폴로 17호.
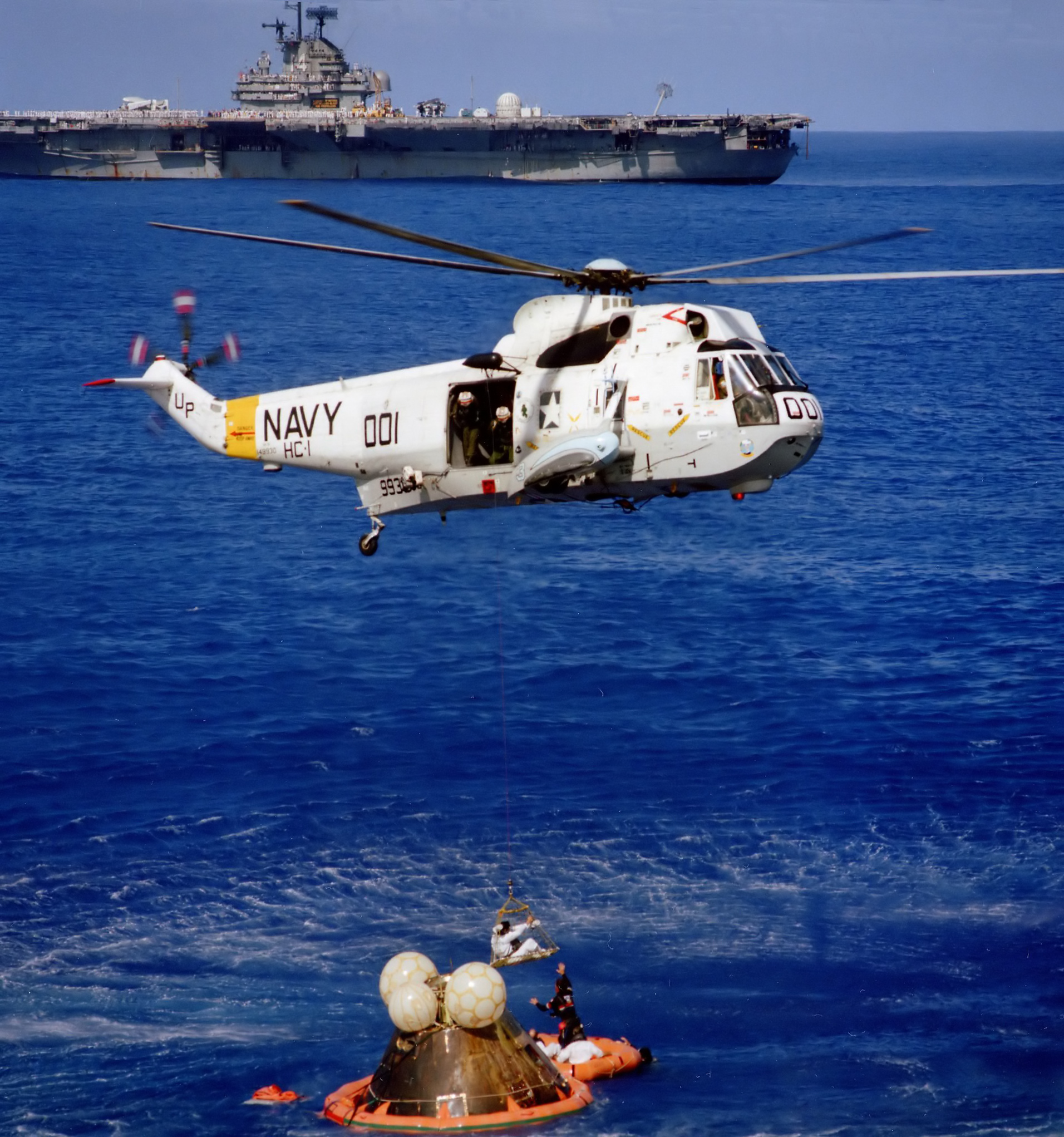
구조되는 아폴로 17호

| “                                 | 지구가 보일거야. 모두가 보인다. | ” |
| — 해리슨 슈미트, 달 착륙선 조종사 |                                 |   |

| “ | 나는 인류 마지막 발자국을 달표면에 남기고 지구로 돌아갑니다. 그렇지만, 미래를 우리는 믿고 있습니다. 여기에 나의 꿈을 역사에 남기게 해 주셨으면 합니다. 오늘의 미국의 도전은, 내일의 인류의 운명을 만들어냈습니다. 우리는 달에 왔을 때와 같이 달의 타우루스-리트로우로부터 떠납니다. 그리고, 신의 뜻대로, 우리는 여기에 돌아오겠지요. 전인류의 평화와 희망과 함께.아폴로 17호의 승무원에게 행운을. | ” |
|   | — 유진 서넌, 선장 |   |

## 같이 보기
- 유인 우주선 목록
- 달 착륙